# Saint-Germain ou la Négociation (téléfilm)
Pour le livre dont ce téléfilm est l'adaptation, voir Saint-Germain ou la Négociation.
Saint-Germain ou la Négociation est un téléfilm français réalisé par Gérard Corbiau et diffusé pour la première fois le 20 décembre 2003 sur France 3.

## Synopsis
Ce téléfilm est une adaptation du roman Saint-Germain ou la Négociation écrit par Francis Walder et publié en 1958. Le roman a reçu le prix Goncourt la même année.
En 1570, la misère ronge le royaume de France. Au prétexte de religion, la guerre est partout. Henri de Malassise, diplomate chevronné, est rappelé à Paris par le roi Charles IX et la reine mère Catherine de Médicis. Sa mission : négocier avec les autorités protestantes un traité de paix visant à mettre fin aux affrontements entre les deux camps. Les négociations aboutissent à la paix de Saint-Germain-en-Laye.
Mandaté par la reine d'aller recruter un militaire pour couvrir la négociation, Henri de Malassise va chercher le maréchal de Monluc, qui refuse en lui disant : « l'épée est l'axe du monde ». Le dialoguiste reprend la dernière phrase du livre de Charles de Gaulle, Vers l'armée de métier.
L'épouse d'Henri de Malassise désire conduire son fils en Bourgogne pour son éducation, chez ses cousins Joxe, de religion réformée ; or, il se trouve que Louis Joxe, ancien ministre du général de Gaulle et son fils Pierre Joxe, ancien ministre de François Mitterrand étaient tous les deux bourguignons et de religion protestante.

## Fiche technique
- Réalisateur : Gérard Corbiau
- Auteur : Francis Walder
- Scénario et dialogues : Alain Moreau
- Musique : Christian Rieger
- Directeur de la photographie : Pierre Dupouey
- Dates de diffusion : le 20 décembre 2003 sur France 3
- Société de Production: Dargaud Marina, France 3, Arte France
- Pays d'origine :  France
- Durée : 89 minutes
- Titres internationaux :  Verrat im Namen der Königin

## Distribution
- Jean Rochefort : Henri de Malassise
- Marie-Christine Barrault : Catherine de Médicis
- Rufus : M. de Biron
- Jean-Paul Farré : M. d'Ublé
- Didier Sandre : M. de Mélynes
- Caroline Veyt : Marie de Malassise
- Yohan Salmon : Blaise
- Jean-Claude Durand : l'abbé précepteur
- Adrien de Van : Charles IX
- Vincent Grass : Chazal
- Michel Favory : Coligny
- Philippe Noël : Cardinal de Lorraine
- François Toumarkine : Elzéard
- Michel Prudhomme : conseiller de la reine
- Jean-Pol Dubois : Gonfaron
- Idwig Stéphane : Monluc
- Michel Crémadès : Claudius
- François Pick : un réformé
- Marcel Champel : curé
- Jean-Pierre Thiercelin : chef des gardes
- Philippe Chauvin : valet
- Pierre Trapet : premier soldat
- Nicky Marbot : deuxième soldat
- Michel Chalmeau : capitaine du Sarrage
- Louis Vervoort : nain acrobate
- Jean-Louis Delvoye : le transformiste.

## Produits dérivés
- 2005 : DVD édité par Koba films vidéo